# De Mysteriis Dom Sathanas
De Mysteriis Dom Sathanas je debutové studiové album norské blackmetalové skupiny Mayhem. Ačkoliv práce na něm začala již v roce 1987, vyšlo až roku 1994, protože zpěvák Per „Dead“ Ohlin spáchal sebevraždu a kytarista Øystein „Euronymous“ Aarseth byl zavražděn. Album je všeobecně považováno za jednu z nejvlivnějších blackmetalových nahrávek všech dob. Jedná se o jedinou desku skupiny, na které účinkuje Aarseth a Varg Vikernes.

## Zákulisí a nahrávání
Mayhem začali se psaním skladeb pro album již na přelomu let 1987 a 1988, zpěvák Dead se dal po svém příchodu v roce 1988 do práce na textech. Roku 1990 vznikly studiové verze písní „The Freezing Moon“ a „Carnage“. Již dokončené verze „Funeral Fog“, „Freezing Moon“ a „Buried by Time and Dust“ a „Pagan Fears“ se objevily na albu Live in Leipzig, záznamu z koncertu pořádaného v listopadu 1990, které vyšlo roku 1993.
V roce 1991 bydleli Dead a Euronymous na samotě v lese poblíž vesnice Kråkstad, v domě, který skupina používala na zkoušky. Dne 8. dubna 1991, když byl doma sám, si Dead podřezal zápěstí a hrdlo, sebevraždu dokončil výstřelem z brokovnice do čela. Zanechal krátký vzkaz, ve kterém se omluvil za výstřel uvnitř a za „množství krve“. Tělo objevil Euronymous, který před přivoláním policie přeuspořádal několik předmětů a pořídil fotografii, která byla později použita jako přebal neoficiálního živého alba The Dawn of the Black Hearts.
Za účelem nahrání nového alba najal Euronymous nové hudebníky – pozici zpěváka zastal Attila Csihar z maďarské skupiny Tormentor a baskytaristou se stal Vikernes, působící ve svém sólovém projektu Burzum. Sestava Euronymous, Hellhammer, Csihar a Vikernes album nahrála v bergenské Grieghallen na přelomu let 1992 a 1993, podle Csihara během tří dnů. Album vyšlo bez jakýchkoli informací o sestavě a Necrobutcher, který před nahráváním skupinu opustil, byl dle svých slov autorem poloviny skladeb. Na desce se rovněž podílel Snorre „Blackthorn“ Ruch, který některé riffy převzal z vlastního sólového projektu Thorns, a doplnil texty.
Dne 10. srpna 1993 se Vikernes a Blackthorn vydali do Euronymova bytu v Oslu; před bytem Vikernes Euronyma ubodal. Byl následně zatčen a odsouzen k 21 letům vězení za vraždu, dřívější žhářství a vlastnění trhavin. Blackthorn byl odsouzen na 8 let jako jeho komplic.
Po Euronymově pohřbu pracovali Hellhammer a Necrobutcher na vydání alba. Žádosti Euronymových rodičů, aby byly odstraněny části nahrané Vikernesem, Hellhammer nevyhověl a prohlásil: „Přišlo mi správné, aby se na tomtéž albu objevil vrah i jeho oběť. Tvrdil jsem, že baskytarové pasáže znova nahraju sám, ale neučinil jsem tak.“
Album vyšlo v květnu 1994, v podobný čas, kdy byl Vikernes odsouzen. Jedná se o poslední hudební tvorbu Deada a Euronyma před jejich smrtí.

## Název a přebal
Název De Mysteriis Dom Sathanas je latinská fráze znamenající „(O) Záhadách Pána Satana.“ „Dom“ je zde zkratkou „Domini“, zdvořilostního titulu používaného katolickými duchovními. Přebal alba je monochromatická fotografie východní strany Nidaroského dómu, který se nachází v norském Trondheimu.

## Ohlasy
Album je obecně považováno za jedno z nejdůležitějších v historii black metalu. V roce 2016 o něm magazín Metal Hammer napsal: „Dvě desetiletí po vydání album dlouhodobí fanoušci black metalu stále mají na prvních příčkách žebříčků, současně je inspirací pro mnoho nových kapel, jejichž členové často ještě ani nebyli na světě, když tahle nahrávka vznikla. Spousta lidí by řekla, že se jedná o nejlepší desku v širokém a stále se rozrůstajícím blackmetalovém katalogu a jen málokdo by tvrdil, že není alespoň předním kandidátem na tuto pozici.“ Podle Metal Injection se jedná o jedno z nejzásadnějších blackmetalových alb všech dob – „Na jedné nahrávce na posluchače čeká všechna sláva, síla a rozpory, které jsou pro norský black metal tak typické, proto je to fascinující artefakt temné minulosti a zásadní blackmetalové dílo.“ Magazín Treble jej uvedl ve svém žebříčku 10 zásadních blackmetalových alb.

## Seznam skladeb
Všechny skladby napsal(i) Mayhem. 
| Pořadí         | Název                     | Délka |
| -------------- | ------------------------- | ----- |
| 1.             | Funeral Fog               | 5:47  |
| 2.             | Freezing Moon             | 6:23  |
| 3.             | Cursed in Eternity        | 5:10  |
| 4.             | Pagan Fears               | 6:20  |
| 5.             | Life Eternal              | 6:57  |
| 6.             | From the Dark Past        | 5:26  |
| 7.             | Buried by Time and Dust   | 3:34  |
| 8.             | De Mysteriis Dom Sathanas | 6:21  |
| Celková délka: | Celková délka:            | 45:58 |

## Sestava

### Mayhem
- Attila Csihar – vokály
- Euronymous – kytara
- Count Grishnackh – baskytara
- Hellhammer – bicí

### Doprovodní hudebníci
- Necrobutcher – text skladby 3, spoluautor hudby skladeb 1–4 a 7
- Dead – text skladeb 1, 2, 5 a 7, většina textu skladeb 6 a 8
- Blackthorn – spoluautor textu a kytarových riffů skladeb 6 a 8